# Knipowitschia goerneri
Knipowitschia goerneri är en fiskart som beskrevs av Ahnelt, 1991. Knipowitschia goerneri ingår i släktet Knipowitschia och familjen smörbultsfiskar. IUCN kategoriserar arten globalt som otillräckligt studerad. Inga underarter finns listade i Catalogue of Life.